# Andronic Paleologul, despot de Salonic

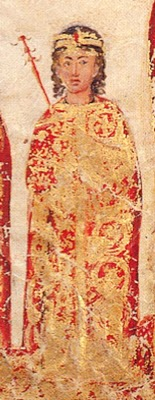
Andronic Paleologul

Andronic Paleologul sau Andronicus Palaeologus (greacă: Ανδρόνικος Παλαιολόγος) (cca. 1400 – 4 martie 1429) a fost un prinț bizantin și ultimul guvernator al cetății Salonic cu titlul de despot (despotēs), între 1408 și 1423.
Andronic Paleologul a fost un fiu al împăratului bizantin Manuel al II-lea Paleologul și a soției acestuia Elena Dragaș. Bunicul matern a fost prințul sârb Constantin Dragaš. Printre frații săi se numărau împărații Ioan al VIII-lea Paleologul și Constantin al XI-lea Paleologul, precum și Teodor al II-lea Paleologul, Dimitrie Paleologul și Toma Paleologul, care au domnit ca despoți în Moreea.
În copilărie, Andronic a supraviețuit unei boli care l-a răpus pe fratele său mai mare, Constantin. Nu și-a revenit niciodată în întregime, rămânând în stare precară de sănătate pentru tot restul vieții sale. Când a avut numai opt ani, tatăl său l-a numit despot (despotes) și reprezentant imperial în Salonic, unde și-a succedat vărul său decedat, Ioan VII-lea Paleologul. A fost minor în primii săi ani de domniei acolo, până în cca. 1415/1416, fiind în toată această perioadă sub tutela generalului Demetrios Laskaris Leontares.
După ce Ioan al VIII-lea și-a asumat controlul guvernării imperiale din 1421, Imperiul Bizantin s-a confruntat cu Imperiul Otoman. Constantinopolul a fost atacat de către otomani în 1422, iar Salonicul s-a aflat supusă unei blocade. Sub asediu, Andronic a început inițiativele diplomatice pentru predarea orașului Republicii Veneției. Datorită acestor negocieri, o forță venețiană a intrat în oraș în 1423. Ocuparea Salonicului de către venețieni a contribuit la izbucnirea primul dintr-o serie de războaie între Veneția și Imperiul Otoman. Însă, cetatea este cucerită de otomani în 1430.
Din cauza bolii sale, Andronic a devenit călugăr la mai puțin de un an de la predarea Salonicului Veneției și s-a retras la mănăstirea Pantokrator din Constantinopol, decedând în 1429.